# Trespass (película)
Trespass es un thriller psicológico dirigido por Joel Schumacher y protagonizado por Nicolas Cage y Nicole Kidman. El rodaje comenzó en Shreveport, Luisiana, el 30 de agosto para un periodo de nueve semanas. La película se estrenó en los Países Bajos el 14 de octubre de 2011.

## Sinopsis
Kyle Miller (Nicolas Cage), su esposa Sarah (Nicole Kidman) y su hija Avery (Liana Liberato) son tomados como rehenes por extorsionadores, y un ciclo de traición y engaño surge en tales condiciones de presión.

## Reparto
- Nicolas Cage como Kyle Miller.
- Nicole Kidman como Sarah Miller.
- Cam Gigandet como Jonah.[4]
- Jordana Spiro como Petal.[5]
- Ben Mendelsohn como Elias.
- Liana Liberato como Avery Miller.
- Dash Mihok como Ty.
- Emily Meade como Kendra.
- Nico Tortorella como Jake.
- Brandon Belknap como Dylan.
- Terry Milam como Travis.
- Danielle Miller como Kelsey Grammer.
- Tina Parker como la operadora de seguridad.
- Dave Maldonado como el guardia de seguridad.
- Nilo Otero como Mr. Big.
- Simona Williams como Mrs. Big.
- James Davidson Como Elizabeth Schwimmer.

## Producción
La producción fue interrumpida el 3 de agosto de 2010 cuando se supo que Cage había abandonado el proyecto, ya que él había insistido en cambiar el papel del marido de Kidman por el del secuestrador. De acuerdo con los informes de Cage, el papel se le ofreció a Liev Schreiber pero, sin embargo, al día siguiente Cage reasumió su papel como el del esposo. Debido a la confusión por el casting, la fecha de producción fue cambiada del 16 al 30 de agosto. La prueba del rodaje  se presentó en el sitio Entertainment Weekly. En la fotografía, Nicole Kidman y Nicolas Cage están siendo detenidos a punta de pistola.